# Leptostegna antelia
Leptostegna antelia là một loài bướm đêm trong họ Geometridae.